# Moussa Wagué
Moussa Wagué (Bignona, 1998. október 4. –) szenegáli labdarúgó, hátvéd. A horvát bajnokságban szereplő HNK Gorica játékosa, és a szenegáli válogatott tagja.

## Pályafutása

### Klubcsapatokban
Moussa Wagué a katari Aspire Academy nevű labdarúgó akadémián nevelkedett, onnan szerződtette a belga élvonalban szereplő Eupen 2016 novemberében. 2017. január 21-én mutatkozott be új csapatában, egyben ekkor játszotta első felnőtt bajnoki mérkőzését. 2018. augusztus 3-án a Barcelona hivatalos honlapján jelentette be, hogy orvosi vizsgálatokon vett részt a klubnál, majd szerződését is aláírta a katalán klubhoz. Kezdetekben a B csapatnál számítottak a játékára. 2019. január 13-án szerezte első gólját az Alcoyano elleni 2–0-s győzelem alkalmával.
2019. augusztus 2-án felkerült a felnőtt csapat keretébe.  2019. március 6-án debütált az első csapatban; a Katalán-kupában végigjátszotta a Girona elleni mérkőzést. 2019. április 13-án a Huesca ellen a spanyol élvonalban is bemutatkozhatott. 2019. május 4-én kapott újból lehetőséget a katalánok első csapatában, összesen három bajnokin szerepelt a szezonban.
A 2019–20-as szezon előtt az első csapat keretének teljes jogú tagja lett, és a 16-os számú mezt kapta. 2019. december 10-én a Bajnokok Ligájában is lehetőséget kapott.
2020. január 31-én a szezon hátralevő részére a francia OGC Nice csapatához került kölcsönbe, 15 millió eurós vételi opcióval. Február 2-án, a Lyon ellen 2–1-re megnyert mérkőzésen mutatkozott be a francia élvonalban. MÁrcius 7-én, az AS Monaco elleni győzelem alkalmával ő adta a döntő találat előtti passzt. A szezon végén a Nice nem élt opciójával, így visszatért a Barcelonához.
2020. szeptember 21-én a görög élvonalbeli PAÓK-hoz került kölcsönbe. December 13-án, az az Arisz elleni bajnokin súlyos sérülést szenvedett, aminek következtében belső, az elülső és a hátsó oldalszalagja is elszakadt.

### A válogatottban
Részt vett a 2015-ös U20-as labdarúgó-világbajnokságon, ahol Szenegál a negyedik helyen végzett. A szenegáli válogatottban 2017. március 23-án mutatkozott be egy Nigéria elleni 1–1-re végződő barátságos mérkőzésen. 2018 májusában bekerült az afrikaiak 2018-as világbajnokságra nevezett keretébe. A június 24-én Japán ellen játszott második csoportmérkőzésen ő lett a legfiatalabb afrikai gólszerző a világbajnokságok történetében.

## Statisztikái

### Klub
2022. július 20-i állapot szerint.
| Klub             | Szezon           | Bajnokság          | Bajnokság | Bajnokság | Kupa  | Kupa  | Európai | Európai | Egyéb | Egyéb | Összes | Összes |
| Klub             | Szezon           | Liga               | Mérk.     | Gólok     | Mérk. | Gólok | Mérk.   | Gólok   | Mérk. | Gólok | Mérk.  | Gólok  |
| ---------------- | ---------------- | ------------------ | --------- | --------- | ----- | ----- | ------- | ------- | ----- | ----- | ------ | ------ |
| Eupen            | 2016/17          | Jupiler Pro League | 6         | 1         | 1     | 0     | —       | —       | 8     | 0     | 15     | 1      |
| Eupen            | 2017/18          | Jupiler Pro League | 17        | 0         | 2     | 0     | —       | —       | 9     | 0     | 28     | 0      |
| Eupen            | Összesen         | Összesen           | 23        | 1         | 3     | 0     | —       | —       | 17    | 0     | 43     | 1      |
| Barcelona B      | 2018/19          | Segunda División B | 20        | 2         | —     | —     | —       | —       | —     | —     | 20     | 2      |
| Barcelona B      | Összesen         | Összesen           | 20        | 2         | —     | —     | —       | —       | —     | —     | 20     | 2      |
| Barcelona        | 2018/19          | La Liga            | 3         | 0         | 0     | 0     | —       | —       | —     | —     | 3      | 0      |
| Barcelona        | 2019/20          | La Liga            | 1         | 0         | 0     | 0     | 2       | 0       | —     | —     | 3      | 0      |
| Barcelona        | Összesen         | Összesen           | 4         | 0         | 0     | 0     | 2       | 0       | 0     | 0     | 6      | 0      |
| Nice (kölcsön)   | 2019/20          | Ligue 1            | 5         | 0         | —     | —     | —       | —       | —     | —     | 5      | 0      |
| Nice (kölcsön)   | Összesen         | Összesen           | 5         | 0         | —     | —     | —       | —       | —     | —     | 5      | 0      |
| PAÓK (kölcsön)   | 2020/21          | Super League       | 7         | 0         | 0     | 0     | 5       | 0       | —     | —     | 12     | 0      |
| PAÓK (kölcsön)   | Összesen         | Összesen           | 7         | 0         | 0     | 0     | 5       | 0       | —     | —     | 12     | 0      |
| Gorica           | 2022/23          | 1. HNL             | 0         | 0         | 0     | 0     | —       | —       | —     | —     | 0      | 0      |
| Gorica           | Összesen         | Összesen           | 0         | 0         | 0     | 0     | 0       | 0       | 0     | 0     | 0      | 0      |
| Karrier Összesen | Karrier Összesen | Karrier Összesen   | 59        | 3         | 3     | 0     | 7       | 0       | 17    | 0     | 86     | 3      |

### A válogatottban
Frissítve:2018. június 28-án:
| Szenegál | Szenegál        | Szenegál |
| Év       | Pályára lépések | Gólok    |
| -------- | --------------- | -------- |
| 2017     | 5               | 0        |
| 2018     | 6               | 1        |
| összesen | 11              | 1        |

### Válogatott góljai
2018. június 24-én frissítve:
| #  | Dátum            | Helyszín                                      | Ellenfél | Eredmény a gólt követően | Végeredmény | Versenysorozat         |
| -- | ---------------- | --------------------------------------------- | -------- | ------------------------ | ----------- | ---------------------- |
| 1. | 2018. június 24. | Központi stadion, Jekatyerinburg, Oroszország | Japán    | 2–1                      | 2–2         | 2018-as világbajnokság |

## További információ
- Moussa Wagué adatlapja a Transfermarkt oldalon (angolul)
- Moussa Wagué adatlapja a Soccerway oldalon (angolul)
- Wague Maxifoot Profilja
- Moussa Wagué adatlapja a Soccerway oldalon (angolul)
- NFT Profilja